# 生王五百足
生王 五百足（みぶ の いおたり）は、飛鳥時代の人物。姓はなし。陸奥国信太郡（しだぐん、現在の宮城県大崎市の大部分）の人。

## 記録
『続日本紀』巻第三、文武天皇の慶雲4年5月（707年）の記述によると、百済救援戦の際に錦部刀良・許勢部形見とともに唐軍の捕虜にされ、官戸の身分におとされ、40年あまりを唐土ですごした。その後、粟田真人らに指揮された第7次遣唐使に出会い、晴れて奴隷の身分から解放されて、彼らとともに帰国した。その勤苦をねぎらい、衣一襲（かさね）・塩・籾が贈られている。
なお、粟田真人らが唐から帰国したのは慶雲元年7月（704年）のことである。
百済の役の捕虜の帰還記録としては、『日本書紀』巻第三十に壬生諸石の記録があり、彼もまた、久しく唐軍の捕虜とされていたため、持統天皇10年4月（684年）に追大弐の位階を授けられ、絁（あしぎぬ）4匹、糸10絇、布20端、鍬20口、稲千束、水田4町を与えられ、戸の調や役を免除されている。
壬生氏は皇子の資養を目的として設立された壬生部の伴造の氏族で、宮城十二門には「壬生門」（美福門）があるところから、門部的な職掌についていたとも考えられている。
なお、陸奥国出身の彼が百済救援戦に参加した背景としては、陸奥で徴兵を行ったわけではなく、何らかの理由で、大和国か筑紫国に来ていたことが原因だろうと考えられる。
これより後の、白村江の戦いにおける捕虜帰還の記録は存在しない。